# Zouma, Hubei
Zouma (kinesiska: 走马, 走马镇) är en köpinghuvudort i Kina. Den ligger i provinsen Hubei, i den centrala delen av landet, omkring 380 kilometer väster om provinshuvudstaden Wuhan. Antalet invånare är 44 422. Befolkningen består av 20 887 kvinnor och 23 535 män. Barn under 15 år utgör 14,0 %, vuxna 15-64 år 73 %, och äldre över 65 år 12,0 %.
Runt Zouma är det ganska tätbefolkat, med 100 invånare per kvadratkilometer. Närmaste större samhälle är Baiguo, 6,6 km norr om Zouma. I omgivningarna runt Zouma växer i huvudsak blandskog.
Genomsnittlig årsnederbörd är 1 679 millimeter. Den regnigaste månaden är september, med i genomsnitt 288 mm nederbörd, och den torraste är december, med 16 mm nederbörd.